# Expédition de commande

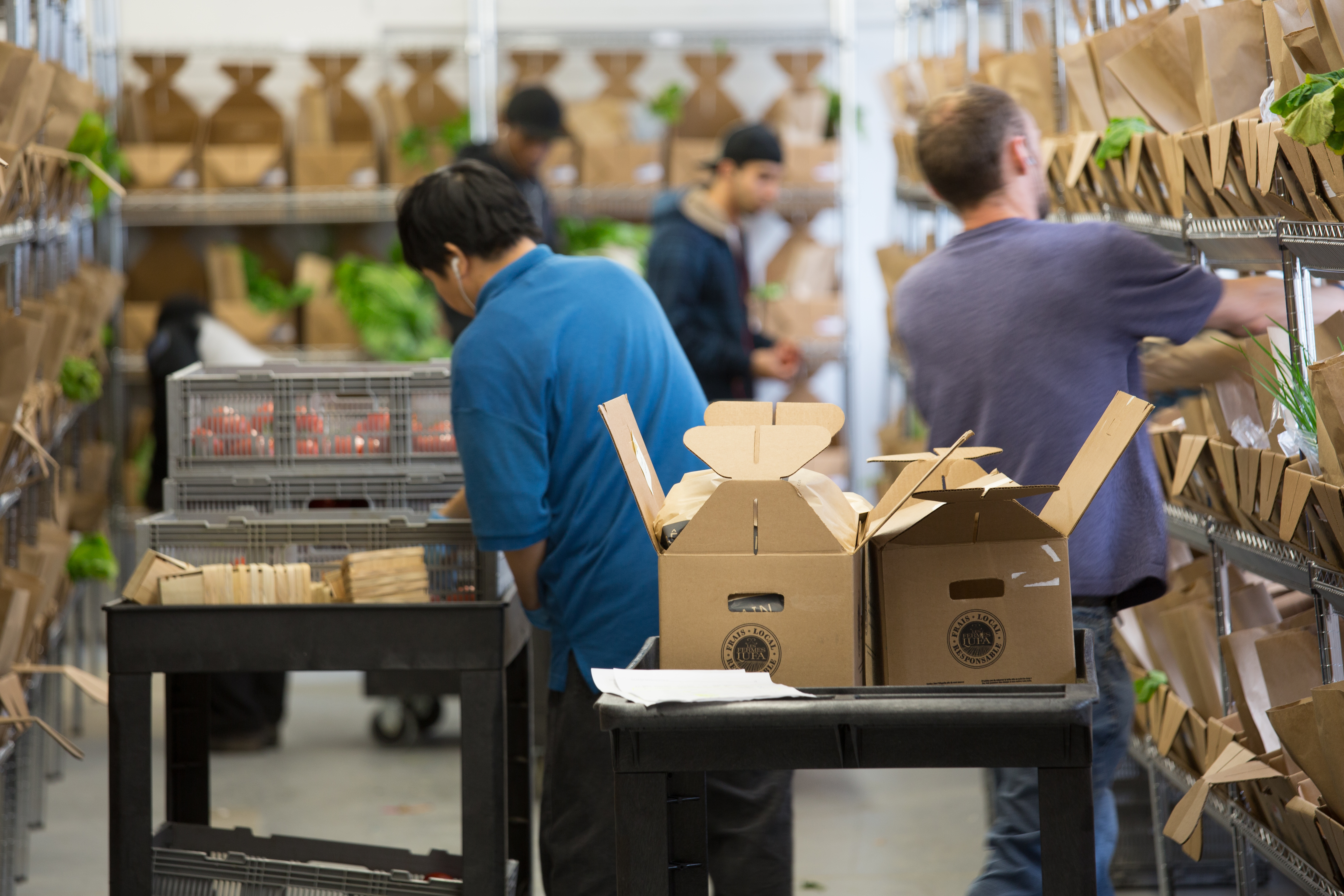
Expédition de commande dans les Fermes Lufa

L’expédition de commande est l'un des processus logistiques de l'entreposage. Elle correspond au point de transfert de propriété entre un fournisseur et un client. Elle constitue une étape de contrôle importante garantissant la conformité de la marchandise avant son entrée dans le processus de transport. 

## Principales étapes
Les principales étapes du processus sont :
- Consolidation des préparations
- Contrôles
- Emballage final
- Documentation
- Chargement
- Remise de la documentation de transport au chauffeur et signature